# Зыбало, Алексей Валерьевич
Алексей Валерьевич Зыбало (26 июня 1982 — 20 сентября 2013) — украинский регбист, мастер спорта Украины.

## Биография
Занимался регби со школьных лет. Выступал за регбийный клуб «КРЕДО-1963», был мастером спорта. В составе клуба в 2007 году стал чемпионом Украины. Был в заявке на матч 26 февраля 2005 года между сборными Украины и Грузии (Украина проиграла со счётом 0:65).
Последний сезон в своей карьере провёл в 2013 году в составе «Кредо», играя с ним в чемпионате Украины. Позже занимался частным извозом на принадлежавшем ему микроавтобусе «Volkswagen Transporter». Отец трёх детей.

## Убийство
20 сентября 2013 года Зыбало был застрелен в Одессе: убийца выстрелил в него пять раз, выбросил тело игрока на улицу и скрылся на его автомобиле. Труп Зыбало был обнаружен на пересечении улиц Гастелло и Радостной, в санитарной зоне международного аэропорта Одессы. Из-за трагедии был перенесён матч по регби-7, который должен был пройти 22 сентября в одесском спорткомплексе «Академия спорта». В прошедшем спустя несколько дней финале Кубка Украины по регби команда «Кредо-1963» одержала победу со счётом 45:0 над хмельницким клубом «Оболонь-Университет» и посвятила эту победу памяти Алексея Зыбало. Прощание с самим игроком прошло на базе клуба «Кредо-1963» 25 сентября, похороны состоялись на Западном кладбище Одессы.
Полиция установила, что незадолго до смерти Зыбало собирался продать микроавтобус и отправился на встречу с потенциальным покупателем. В Одесской области и Одессе был объявлен план «Перехват», в ходе которого велись поиски микроавтобуса и преступника. Машину обнаружили недалеко от места, где было найдено тело погибшего: преступник спрятал машину во дворе между высотками, среди зелёных насаждений, и сменил номерные знаки. 24 сентября около 5 часов утра появился злоумышленник, который забрал угнанную машину и уехал: полиция, находившаяся в засаде, начала преследовать его. Пытаясь скрыться от преследования, подозреваемый не справился с управлением и врезался в дерево, после чего был арестован в районе Сельской улицы. Задержанным оказался 52-летний житель Николаева, который рассказал, что купил в Николаеве за небольшую сумму денег старый «Volkswagen Transporter», находившийся в плохом состоянии, и решил угнать более новый автомобиль этой же марки, чтобы перенести его запчасти в старый. В ходе обыска, проведённого в доме злоумышленника, были изъяты пистолет ТТ (его он купил в 1994 году и из него выпустил в регбиста пять пуль) и украденный мобильный телефон Зыбало.
В январе 2015 года Малиновский районный суд Одессы признал подсудимого виновным в убийстве из корыстных побуждений, разбое, угоне транспортного средства и незаконном хранении оружия, приговорив его к 15 годам лишения свободы с отбыванием наказания в колонии. Прокуратура решила обжаловать приговор, настаивая на том, что осуждённый заслуживает пожизненного лишения свободы, однако апелляционный суд Одесской области через год оставил приговор в силе. Суд принял во внимание, что осуждённый страдал рядом хронических заболеваний.

## Достижения
- Чемпион Украины: 2007[3][4]